# العقد الفريد
العقد الفريد هو كتاب من تأليف ابن عبد ربه الأندلسي (ت. 328 هـ)، يعتبر من أمهات كتاب الأدب العربي.
ويشتمل الكتاب على جملة من الأخبار والأمثال والحكم والمواعظ والأشعار وغيرها. وقد سُمي بـ «العقد» لأن ابن عبد ربه قسّمه إلى أبواب أو كتب حمل كل منها اسم حجر كريم، كالزبرجدة والمرجانة والياقوتة والجمانة واللؤلؤة، وغير ذلك مما تناول عقود الحسان الحقيقية.

## تعريف بالكتاب
الكتاب موسوعة أدبية، تجمع بين المختارات الشعرية والنثرية، ولمحات من التاريخ والأخبار، مع الأخذ بنظرات في البلاغة والنقد مع شيء من العروض والموسيقى، وإشارات للأخلاق والعادات.

### اسم الكتاب
يشتهر الكتاب باسم «العقد الفريد»، إلا أن بعض النقّاد قالوا بأن اسم الكتاب هو «العقد» فقط، وأن كلمة «الفريد» اضيفت فيما بعد. وقيل أن أول من أضاف هذه الكلمة هو الأبشيهي صاحب «المستطرف».

### أقسام الكتاب
قسّم ابن عبد ربه «العقد» إلى خمسة وعشرين كتابا، كما في الجدول أدناه:
| أبواب العقد (الأولى)               | أبواب العقد (الثانية)                                                 |
| ---------------------------------- | --------------------------------------------------------------------- |
| 1 - اللؤلؤة في السلطان             | 25 - اللؤلؤة الثانية في النتف والهدايا والفكاهات والملح               |
| 2 - الفريدة في الحروب ومدار أمرها  | 24 - الفريدة الثانية والطعام والشراب                                  |
| 3 - الزبرجدة في الأجواد والأصفاد   | 23 - الزبرجدة الثانية بيان طبائع الإنسان وسائر الحيوان وتفاضل البلدان |
| 4 - الجمانة في الوفود              | 22 - الجمانة الثانية في المتنبيئن والممرودين                          |
| 5 - المرجانة في مخاطبة الملوك      | 21 - المرجانة الثانية في النساء وصفاتهن                               |
| 6 - الياقوتة في العلم والأدب       | 20 - الياقوتة الثانية في علم الألحان واختلاف الناس فيه                |
| 7 - الجوهرة في الأمثال             | 19 - الجوهرة الثانية في أعاريض الشعر وعلل القوافي                     |
| 8 - الزمردة في المواعظ والزهد      | 18 - الزمردة الثانية في فضائل الشعر ومقاطعه ومخارجه                   |
| 9 - الدرة في المعازي والمراثي      | 17 - الدرة الثانية في أيام العرب ووقائعهم                             |
| 10 - اليتيمة في النسب وفضائل العرب | 16 - اليتيمة الثانية في زياد والحجاج والطالبيين والبرامكة             |
| 11 - العسجدة في كلام الأعراب       | 15 - العسجدة الثانية في الخلفاء وتواريخهم وأيامهم                     |
| 12 - المجنبة في الأجوبة            | 14 - المجنبة الثانية في التوقيعات والفصول وأخبار الكتبة               |
| 13 - كتاب الواسطة في الخطب         |                                                                       |

### محتوى الكتاب
قال ابن عبد ربه في المقدمة:
ومع أن مؤلف الكتاب أندلسي، فإن أكثر ما نقله كان من أخبار أهل المشرق، ويحكى أنه لما سمع الصاحب بن عباد عن «العقد» سعى في طلبه حتى إذا حصل عليه قال: «هذه بضاعتنا ردت إلينا»، إشارةً إلى ما فيه من ثقافة مشرقية.
وجاء في كشف الظنون: «قال ابن خلكان وهو من الكتب الممتعة حوى من كل شيء وقال ابن كثير يدل من كلامه على تشيع فيه». كما أن المؤلف ابتعد عن ذكر الأسانيد خوفا من التطويل.

## الطبع
طبع عدة مرات منها:
- مطبعة بولاق سنة 1293 هـ، وسنة 1302 هـ.
- مطبعة إبراهيم عبد الرازق بمصر سنة 1302 هـ.
- مطبعة شرف بمصر سنة 1305 هـ.
- مطبعة الاستقامة بالقاهرة سنة 1373 هـ، تحقيق محمد سعد العريان.[6]
- لجنة التأليف والترجمة والنشر بالقاهرة سنة 1359 هـ وثم طبعة ثانية سنة 1367 هـ وثالثة 1383 - 1393 هـ، بشرح وضبط إبراهيم الإبياري وأحمد أمين وأحمد الزين. الطبعة الثالثة ظهرت في ست مجلدات (ومجلد سابع يحوي فهارس وضعه محمد فؤاد عبد الباقي ومحمد رشاد عبد المطلب).[7]

وقد قام محمد شفيع، أستاذ اللغة العربية بجامعة البنجاب الهندية، قام بإصدار كتاب في جزأين عن «العقد الفريد»، أحدهما فهرس تحليلي للنسخ المطبوعة في مصر، والثاني تصحيحات وتعليقات ومقارنات بينهما، ونشرها في كلكتة عام 1935 - 1937 م.

## مختصرات
للكتاب عدد من المختصرات منها:
- مختصر العقد لأبي إسحاق إبراهيم بن عبد الرحمن الرياشي المتوفى 570 هـ / 1174 م.
- مختار العقد الفريد تصنيف: عبد الحكم محمد، عبد الخالق عمر، عبد العزيز خليل، محمد الخضري، طبع بالقاهرة 1331 هـ / 1913 م.
- اختيارات من العقد الفريد لفؤاد أفرم البستاني، بيروت 1927 م.[9]

## آراء العلماء حول الكتاب

### المُنتقدين
- حذر العالم الكويتي السَّني السَّلفي عُثمان الخميس من الكِتاب بعد أن ذكر جمعًا من الكُتُب التي يُحذر من قراءتها في مسائل التاريخ، فقد قال: «وكذا كتاب العقد الفريد، لابن عبد ربُّه الأندلسي، وإن كان الكتاب في الأدب إلا أنه تطرَّق لأمور تاريخيَّة وذكر أشياءً باطلة في كتابه هذا».[10]